# Jules Péan

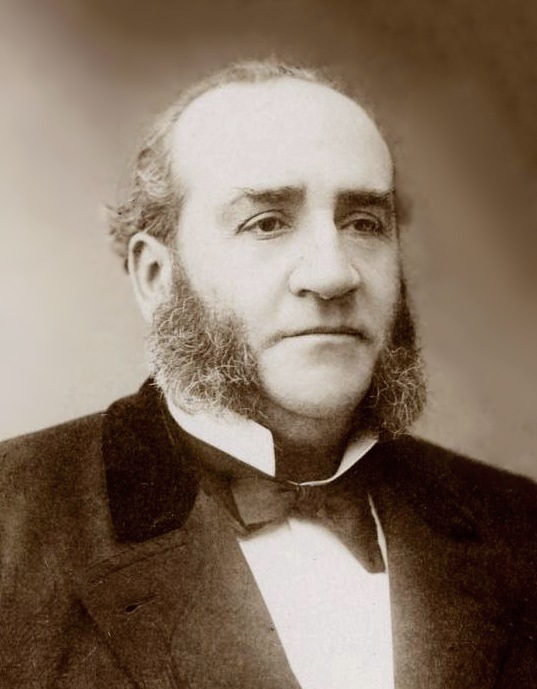
Jules Péan

Péanklemme

Péanklemme

Jules Émile Péan (* 29. November 1830 in Marboué bei Châteaudun; † 30. Januar 1898 in Paris) war ein französischer Chirurg, Pionier der Pylorusresektion und gilt als Erfinder der exakten Blutstillung.

## Leben
Jules Péan, der Sohn eines Müllers, begann 1849 Medizin in Paris zu studieren, wo er 1860 promoviert wurde und anschließend als Prosektor an der Medizinischen Fakultät tätig wurde. Ab 1865 arbeitete er für das Bureau Central.

## Wirken
Von 1866 bis 1872 wirkte er als Chirurg an den Krankenhäusern Enfants Assistés und Lourcine in Paris. Anschließend war er an den Pariser Krankenhäusern Saint-Antoine und Saint-Louis tätig, bevor er in derselben Stadt das Hôpital International gründete, wo er im Frack, sich eine Serviette vor das Frackhemd gebunden, operierte und wo Henri de Toulouse-Lautrec ihn als Operateur in 80 Zeichnungen und zwei Ölgemälde darstellte.

## Werk
Péan führte am 9. April 1879 erstmals eine Pylorus-Resektion bei einem Menschen mit Magenausgangsstenose durch. Der Patient, der durch die Stenose zuvor 64 Kilogramm abgenommen hatte, überlebte die Operation, bei der ein 4 mal 6 Zentimeter großer Tumor am Magenausgang entfernt und eine Passage durch End-zu-End-Gastroduodenostomie hergestellt wurde, um vier Tage. Er starb am 5. postoperativen Tag an Kreislaufversagen unklarer Ursache. Eine Autopsie wurde verweigert.
Nach Jules Péan ist die Péanklemme, ein von ihm zur Blutstillung entworfenes chirurgisches Instrument, benannt. Eine Klemme ähnlich der Kocherklemme, jedoch mit geringerer traumatischer Wirkung, da die Zähne am Ende des Blattes fehlen. Zu einem Prioritätenstreit kam es wegen der Erfindung der nach Eugène Koeberlé (1828–1915) benannten, zur Blutstillung benutzten Koeberléklemme.
1893 verwendete Péan zur Behandlung einer durch Tuberkulose zerstörten Schulter erstmals eine Metall-Endoprothese.
Péan war zudem der Erste, der Harnblasendivertikel operierte.

## Quelle
- Franz Xaver Sailer: Pylorektomie, BI und BII. In: Franz Xaver Sailer, Friedrich Wilhelm Gierhake (Hrsg.): Chirurgie historisch gesehen. Anfang – Entwicklung – Differenzierung. Mit einem Geleitwort von Rudolf Nissen. Dustri-Verlag Dr. Karl Feistle, Deisenhofen bei München 1973, ISBN 3-87185-021-7, S. 50–53, hier: S. 51.
- Barbara I. Tshisuaka: Péan, Jules Emile. In: Werner E. Gerabek, Bernhard D. Haage, Gundolf Keil, Wolfgang Wegner (Hrsg.): Enzyklopädie Medizingeschichte. De Gruyter, Berlin/New York 2005, ISBN 3-11-015714-4, S. 1119.